# Carlos Alonso Bedate
Carlos Alonso Bedate (Mota del Marqués, provincia de Valladolid, 29 de noviembre de 1935 - Madrid, 13 de abril de 2020) fue un biólogo molecular y sacerdote jesuita español.
Licenciado en Filosofía en 1960 por la Facultad de Filosofía de la Compañía de Jesús, entonces en Alcalá de Henares, se licencia en 1966 en Teología por la Facultad de Teología de la Compañía de Jesús en Granada. Máster en la Universidad de California en Davis. USA (1968-1969) y Research officer en la Universidad de Nijmegen. Holanda (1970-1973). Licenciado en Ciencias Biológicas Universidad de Granada en 1973 y doctorado en la misma un año más tarde.
Profesor adjunto en la Universidad Autónoma de Madrid desde 1973-1978. 
Investigador y profesor de Investigación en el Consejo Superior de Investigaciones Científicas desde 1978 hasta 2005. 
En el año 2007 pasa a formar parte del primer Comité de Bioética de España, como vicepresidente del mismo. Este comité emitió en su día una opinión favorable al borrador de la Ley Orgánica de Salud Sexual y Reproductiva e Interrupción Voluntaria del Embarazo. Posteriormente, el profesor Carlos Alonso ha manifestado que, independientemente de que la Ley supusiese un avance respecto a la normativa preexistente, el aborto es éticamente inaceptable, tanto si se realiza en un sistema de indicaciones como de plazos.

## Honores y méritos
- Doctor Vinculado ad honorem en el Consejo Superior de Investigaciones Científicas y profesor Honorario de la Universidad Autónoma de Madrid.
- Miembro del comité de Bioética de la Universidad Autónoma de Madrid.
- Miembro del Comité de Bioética del Consejo Superior de Investigaciones
- Miembro del SEAC (Scientific and Ethical Advisory Committee) de los proyectos UE “MitEuro y Eumitocombat” (Enfermedades mitocondriales).
- Miembro del Comité de Bioética del Consejo de Europa (CDBI) y del Comité organizador del CDBI. Miembro del Comité de Garantías.
- Vocal del Comité de Ética de la Investigación Científica del Ministerio de Educación y Ciencia (2003-2006). Fue miembro del grupo de reflexión en Bioética de la Federación Internacional de Universidades Católicas (1977-1982).

## Libros
- Biotecnología II,(1987), Editorial Centro de Estudios Ramón Areces, S.A. ISBN 84-85942-52-3
- Biotecnología III (1989), Editorial Centro de Estudios Ramón Areces, S.A. ISBN 84-87191-13-4
- La ingeniería genética en la biotecnología (1982),Centro para el Desarrollo Tecnológico Industrial. ISBN 84-500-8021-5
- Gen-Ética (2003), Editorial Ariel, S.A. ISBN 84-344-1241-1